# Meryem Uzerli
Meryem Sahra Uzerli (Kassel; 12 de agosto de 1983) es una actriz y modelo turco-alemana. quien se dio a conocer con su papel de Hürrem Sultan en la serie Muhteşem Yüzyıl (2011–2013), por la que recibió buenas críticas y fue nominada a numerosos premios, incluyendo un Golden Butterfly Award.

Uzerli nació y creció en Kassel. Hizo su debut en la actuación con papeles menores en producciones alemanas de televisión. Luego hizo un cameo en Notruf Hafenkante (2010) y Ein Fall für zwei (2010). Uzerli es también conocida por sus papeles en las películas Journey of No Return (2010) y Jetzt aber Ballett (2010). A finales de 2010, fue elegida para el papel protagonista en Muhteşem Yüzyıl (2011–2013). Además de actuar, Uzerli ha aparecido en varios anuncios y es el rostro de numerosas marcas. En 2012, fue elegida Mujer del Año por GQ Turquía.

## Vida y carrera
Meryem Uzerli nació el 12 de agosto de 1983 en Kassel, Alemania del Oeste. Su padre, Hüseyin, es turco y su madre, Ursula, quien también es actriz, es alemana, así que tiene la doble nacionalidad. Una de sus bisabuelas es croata. Su lengua nativa es el alemán, pero habla con fluidez el turco y el inglés. Tiene dos hermanos mayores y una hermana, Canan, quien es músico de jazz. En la Escuela Freie Waldorf en Kassel, su potencial artístico fue influenciado por varios proyectos teatrales.
Entre los años 2000 y 2003, estudió actuación en Schauspielstudio Frese en Hamburgo. Después de graduarse como actriz, obtuvo papeles menores en varias producciones alemanas. 
Su papel más conocido es el de Hürrem en la serie de televisión histórica Muhteşem Yüzyıl. En 2010, después de una búsqueda ocho meses para encontrar la mejor actriz para este papel, fue elegida por Meral Okay (guionista) y Timur Savci (productor de la serie). Sobre su selección dijo: "Un día sonó el teléfono, me invitaron a un casting en Turquía, y de inmediato comencé a vivir en Estambul casi a tiempo completo". Ella compartió el protagonismo con los actores Halit Ergenç, Nebahat Çehre, Okan Yalabık, Nur Fettahoğlu y Selma Ergeç. 
Recibió muchos premios por su desempeño. En 2012, fue galardonada con un premio Golden Butterfly como mejor actriz.
En 2013, dejó Muhteşem Yüzyıl por motivos de salud. Desde el episodio 103, Vahide Perçin tomó el rol de Hürrem Sultan. A finales de 2014, anunció que regresaría a la televisión luego de un año sin pantalla, con un nuevo proyecto y una nueva casa televisiva.

## Vida privada
Durante 2012 y 2013 estuvo en una relación con el empresario turco Can Ateş. Fruto de esa relación, el 10 de febrero de 2014 dio a luz a una niña llamada Lara.
El 5 de marzo de 2022 publicó en su página de Instagram una publicación donde apareció para la portada de la revista rusa "¡HELLO!" y posteriormente publicó dos publicaciones más con sesiones de fotos para la misma revista.

## Filmografía
| Año       | Título                          | Personaje           | Nota                |
| --------- | ------------------------------- | ------------------- | ------------------- |
| 2008      | Inga Lindström                  | Britta              |                     |
| 2009      | Das total verrücktes Wochenende |                     | Película            |
| 2009      | Sterne über dem Eis             |                     | Película            |
| 2010      | Ein Fall für zwei               | Ankel               | Serie de televisión |
| 2010      | Journey of no return            |                     | Película            |
| 2011-2013 | Muhteşem Yüzyıl                 | Hürrem Sultan       | Serie de televisión |
| 2015      | Annemin Yarası                  | Marija              | Película            |
| 2016      | Gecenin Kraliçesi               | Selin Bulut         | Serie de televisión |
| 2016-2017 | Eşkıya Dünyaya Hükümdar Olmaz   | Susan "Suzan" Eliot | Serie de televisión |
| 2017      | Cingöz Recai                    | Göze                | Película            |
| 2017      | Öteki Taraf                     | Sara                | Película            |

## Premios y reconocimientos
| Año  | Premio                      | Categoría             | Trabajo         | Resultado | Ref.   |
| ---- | --------------------------- | --------------------- | --------------- | --------- | ------ |
| 2011 | Antalya Television Awards   | Mejor actriz de drama | Muhteşem Yüzyıl | Nominada  | [ 9 ]  |
| 2012 | 39. Golden Butterfly Awards | Mejor actriz          | Muhteşem Yüzyıl | Ganadora  | [ 10 ] |
| 2012 | Antalya Television Awards   | Mejor actriz de drama | Muhteşem Yüzyıl | Nominada  | [ 11 ] |
| 2013 | Antalya Television Awards   | Mejor actriz de drama | Muhteşem Yüzyıl | Ganadora  | [ 11 ] |